# Parque Nacional Rajma
O Parque Nacional Rajma é um parque nacional da Líbia.